# Winchester Modelo 1895
El Winchester Modelo 1895 es un fusil de palanca desarrollado y fabricado por la Winchester Repeating Arms Company a finales del siglo XIX, calibrado para una gran variedad de cartuchos militares y de cacería tales como el 7,62 x 54 R, .303 British, .30-03 Springfield, .30-06 Springfield, .30-40 Krag, .35 Winchester, .38-72 Winchester, .40-72 Winchester y .405 Winchester. 

## Diseño
El Modelo 1895 fue el primer fusil Winchester en tener un depósito interno fijo situado debajo del cajón de mecanismos, en lugar del depósito tubular que había sido mantenido sin cambio alguno desde la aparición del Winchester 1866. Esto permitía al fusil emplear con seguridad cartuchos militares y de cacería con balas puntiagudas. El Winchester Modelo 1895 también fue el último fusil de palanca diseñado por John Moses Browning, llevando un cerrojo con tetones de acerrojado posteriores como en sus anteriores diseños que se remontan al Winchester Modelo 1886. El Winchester Modelo 1895 es el fusil de palanca más resistente que la Winchester produjo, diseñado para resistir las crecientes presiones generadas por los más potentes cartuchos con pólvora sin humo, los cuales se estaban volviendo comunes al momento de su introducción. Sin embargo, según los actuales estándares, el diseño es considerado relativamente débil y no es apropiado para cartuchos con carga propulsora de alta presión.
A partir del fusil con número de serie 5.000, se introdujo un cajón de mecanismos con nuevo perfil que tenía los lados estriados, al contrario del diseño original que los tenía lisos. El nuevo cajón de mecanismos redujo levemente el peso del fusil y aumentó su ancho en 1,6 mm. Se cree que el último fusil modelo 1895 con lados lisos salió de la fábrica con número de serie alrededor de 6.000. Estos primeros fusiles son hoy en día extremadamente escasos.

## Empleo militar

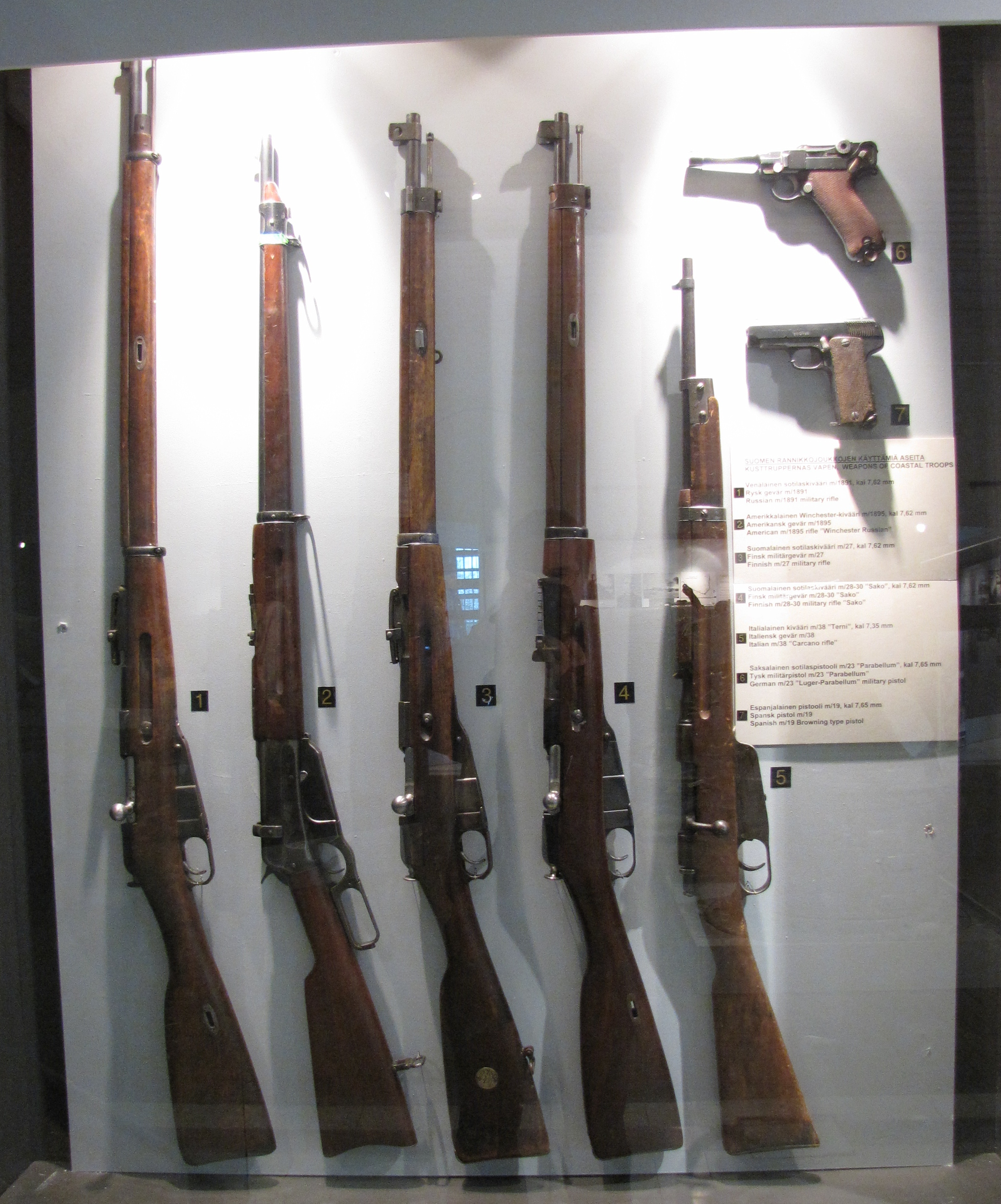
Armas de la Guardia Costera finlandesa. Nótese el Winchester Modelo 1895 fabricado para el Ejército Imperial Ruso (segundo desde la izquierda).

Entre 1915 y 1917, se fabricaron aproximadamente 300.000 fusiles Winchester Modelo 1895 para el Ejército Imperial Ruso, representando casi el 70% de la producción total de este fusil antes de 1936, cuando el Modelo 1895 fue descontinuado. Calibrado para el cartucho 7,62 x 54 R, estos fusiles eran inusuales para un fusil de palanca debido a que tenían guías en el depósito, que permitían su recarga con el mismo peine que empleaba el fusil de cerrojo Mosin-Nagant. Los fusiles del contrato ruso tenían un cañón más largo, equipado con un guardamanos alargado y un riel para bayoneta. El primer envío de los fusiles se demoró debido a que la adaptación a los estándares rusos demostró ser más difícil de lo esperado. Surgieron demoras adicionales debido a inspectores rusos incompetentes y problemáticos, que rechazaron emplear los instrumentos de prueba fabricados por Winchester a pesar de que no existían instrumentos rusos, insistiendo que la munición debía traerse desde Rusia (en lugar de emplear la munición fabricada por Winchester para el contrato ruso) y frecuentemente rechazando fusiles por defectos irrelevantes, tales como que el grano de la madera de la culata no era lo suficientemente recto. Winchester vendió posteriormente estos fusiles rechazados en el mercado estadounidense de armas civiles. Rusia suministró varios de sus fusiles Winchester Modelo 1895 a las tropas del Gran Ducado de Finlandia y de los países bálticos, especialmente a los Fusileros Letones. Se sabe que al menos unos 9.000 fusiles Winchester Modelo 1895 fueron suministrados por la Unión Soviética en 1936 a los Republicanos para la guerra civil española.
Otros países adoptaron el fusil en cantidades más limitadas. Estados Unidos ordenó 10 000 fusiles que disparasen el cartucho .30-40 Krag para la guerra hispano-estadounidense, pero esta terminó antes que llegasen al frente. Estos fusiles llevaban el marcaje "U.S." sobre el aro del cajón de mecanismos y tenían una culata y un guardamanos similares a los del M1895 Lee Navy, inclusive el corto cuchillo-bayoneta de 21 cm. Muchas piezas tienen estampado el marcaje "K.S.M.", iniciales del inspector de armamento Kelly S. Morse. Un centenar de estos fusiles fueron suministrados al 33º Batallón Voluntario de Infantería para ser probados en combate durante la guerra filipino-estadounidense. El reporte de la prueba estuvo listo el 25 de diciembre de 1899 y declaró que el Krag–Jørgensen era mucho mejor para uso militar. Los 9.900 fusiles restantes fueron vendidos a la M. Harley Company, la mayoría de estos fueron enviados a Cuba en 1906. Algunos de estos fusiles llegaron a México, donde tuvieron una gran aceptación entre las tropas de Pancho Villa durante la Revolución Mexicana.
Theodore Roosevelt (más tarde Presidente) compró personalmente fusiles Winchester Modelo 1895 de calibre 7,62 mm (.30-40 Krag) y los repartió a todos los oficiales de los Rough Riders. El Winchester Modelo 1895 calibre 7,62 mm también participó en una competencia de 1896 para un contrato con la Guardia Nacional de Nueva York, pero quedó en segundo lugar frente al Savage Modelo 1895 debido a que al fusil Winchester le faltaban un interruptor para el depósito y un contador de municiones. La Winchester firmemente puso en tela de juicio los resultados de la competencia, argumentado que esta había sido arreglada para favorecer a Savage, por lo que la consiguiente controversia política condujo a la cancelación del contrato.

## Empleo civil y cinegético
Al igual que con los anteriores fusiles Winchester, se inició una nueva línea de números de serie con el Winchester Modelo 1895, comenzando desde el número 1. Incluyendo a los fusiles para contratos militares, se produjo un total de 425.881 fusiles, cesando la producción con el fusil número 425.132. La longitud estándar del cañón variaba desde 609,6 mm (24 pulgadas) a 711 mm (28 pulgadas), dependiendo del calibre y su configuración, mientras que el acabado estándar era pavonado.
Este fusil es frecuentemente asociado hoy en día con el expresidente Theodore Roosevelt; sin embargo, también fue utilizado por varios cazadores famosos y aventureros, entre los cuales figuran Martin y Osa Johnson, Charles Cottar y el escritor Stewart Edward White. Pero fue Garrit Forbes -compañero de caza de W.D.M. Bell, primo de Franklin Delano Roosevelt y amigo del aficionado a las armas Elmer Keith- quien le recomendó a Theodore Roosevelt el Winchester Modelo 1895 calibre .405 Winchester.
Theodore Roosevelt llevó dos fusiles Winchester Modelo 1895 a su safari de 1909 en el África Oriental, ambos calibre 10,2 mm (.405 Winchester). Además, Kermit Roosevelt acompañó a su padre en el viaje y llevó dos fusiles Winchester Modelo 1895, uno calibre 10,2 mm y el otro de 7,62 mm (.30-03 Springfield). Aunque no se ha conservado el número de serie del fusil calibre 7,62 mm de Kermit, los números de serie de los tres fusiles calibre 10,2 mm son 63727, 63736 y 68180. Theodore Roosevelt alabó al Winchester Modelo 1895 calibre 10,2 mm en su libro African Game Trails, donde se refería a su fusil como "remedio para leones". La siguiente cita del sétimo capítulo del libro muestra a Roosevelt describiendo una escena de cacería:  
Pero mientras nos detuvimos, uno de los porteadores de atrás gritó "¡Simba!"; entonces vimos brevemente a una gran leona corriendo junto a los árboles, detrás del donga... Tarlton tomó su gran escopeta de dos cañones y me dijo que tome la mia, ya que el sol apenas se había puesto y era muy probable que disparemos a corta distancia; yo giré mi cabeza, buscando el Winchester 405, que es, por lo menos para mi personalmente, el "remedio para leones".
Aunque frecuentemente se dice que Roosevelt llamaba al Modelo 1895 calibre 10,2 mm como "gran remedio", esta frase nunca fue empleada en African Game Trails y posiblemente es una errónea combinación del "remedio para leones" con su discurso de 1901 sobre el Gran Garrote.
El Winchester Modelo 1895, tanto en configuración fusil como carabina, fue popular entre los Rangers de Texas y los Rangers de Arizona, disparando los cartuchos .30-40 Krag y .30-06 Springfield.
En 1985, la Browning Arms Company reintrodujo el fusil Winchester Modelo 1895 para el .30-06 Springfield. Posteriormente en 2001, la Winchester reintrodujo el fusil por el centenario de la presidencia de Theodore Roosevelt, ofertándolo nuevamente para el .405 Winchester, así como para el .30-06 Springfield y el .30-40 Krag. desde su reintroducción. En 2008, Winchester produjo dos fusiles conmemorativos Theodore Roosevelt. En 2009 se ofertaron dos fusiles adicionales conmemorando el safari africano de Roosevelt de 1909 tras dejar el cargo.  Más tarde, en 2011, Winchester reintrodujo el fusil durante el centenario del gobierno de Theodore Roosevelt, ofertándolo nuevamente en calibre 10,2 mm, al igual que en calibre 7,62 mm (.30-40 Krag y .30-06 Springfield).
Tanto los fusiles de la Browning como los nuevos Winchester están hechos en Japón por Miroku. Sin embargo, se diferencian del diseño original por tener martillos rebotantes y un seguro en el guardamonte.

## Usuarios
- Estados Unidos
- Alemania nazi: Suministrado a unidades del Volkssturm.[20]
- España[21]
- Finlandia[22]
- Imperio ruso
- Reino Unido